# ووبي
ووبي (بالإنجليزية: Wubi، من الأحرف الأولى لـ Windows-based Ubuntu Installer)‏ هو مثبت حر رسمي لأوبونتو يعمل على أنظمة ويندوز.
ووبي كان مشروعاً مستقلاً في البداية، والنسخ مثل 7.04 و 7.10 تعتبر نسخاً غير رسمية. ابتداءً من 8.04، تم دمج الشيفرة المصدرية مع أوبونتو، ومنذ 8.04 alpha 5، ووبي يمكن العثور عليه في القرص المدمج الحي لأوبونتو.
الهدف الأساسي للمشروع هو مساعدة مستخدم ويندوز الغير ملم بلينكس في تجربة أوبونتو بدون المخاطرة بفقد أية معلومات بسبب محو أو إعادة تهيئة الأقراص. بإمكان ووبي أيضاً إلغاء تثبيت أوبونتو من خلال ويندوز.